# Pomnik Poległych za Wolność Ojczyzny w Słupcy
Pomnik Poległych za Wolność Ojczyzny w Słupcy, Pomnik Niepodległości w Słupcy – odsłonięty z inicjatywy burmistrza Tadeusza Parysa 3 maja 1926 roku na rynku w Słupcy pomnik, upamiętniający poległych podczas I wojny światowej oraz wojny polsko-bolszewickej.
Poświęcenia pomnika dokonał ksiądz kanonik Franciszek Szczygłowski.
Autorem projektu pomnika był Cezary Goralski, który zwyciężył w konkursie pod patronatem Marszałka Józefa Piłsudskiego.
W 1940 roku, podczas okupacji niemieckiej miasta, został rozebrany, a na jego miejscu urządzono klomb. Staraniem władz miasta oraz mieszkańców odbudowany na początku lat 90. XX wieku.

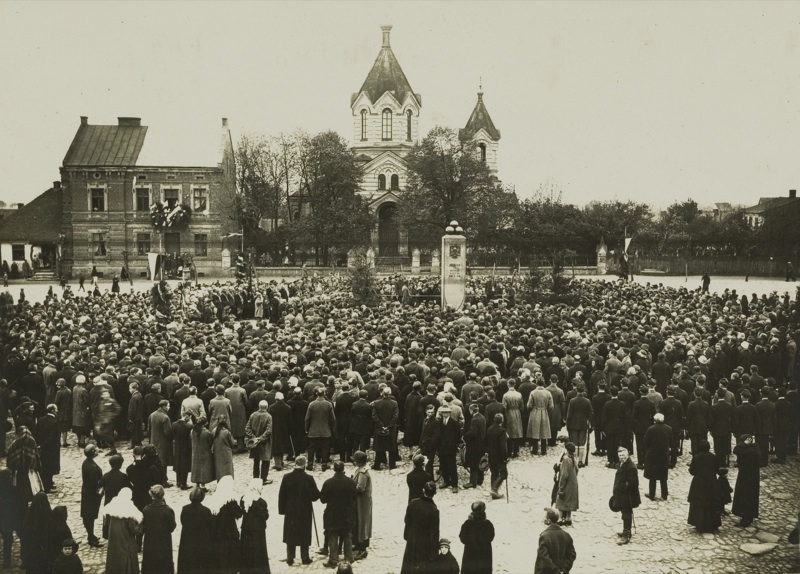
Odsłonięcie pomnika w Słupcy rok 1926
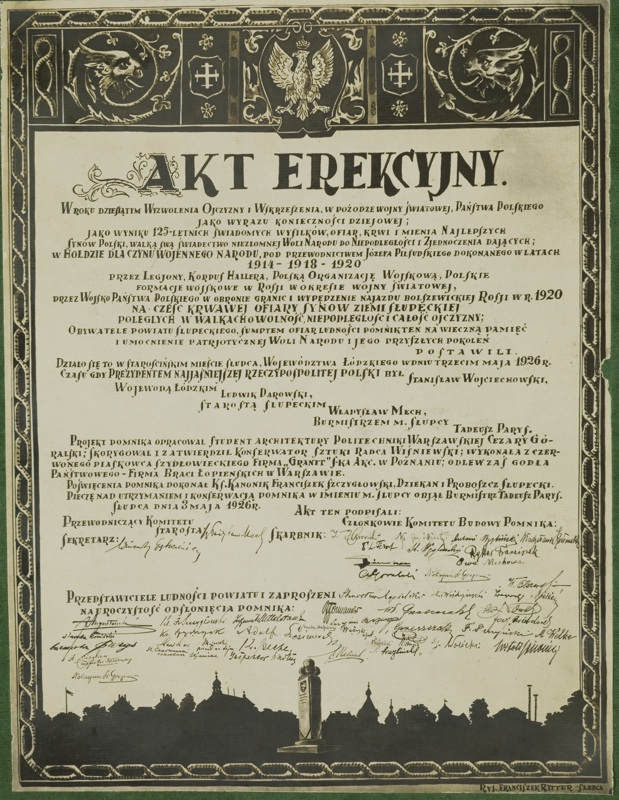
Akt erekcyjny pomnika w Słupcy
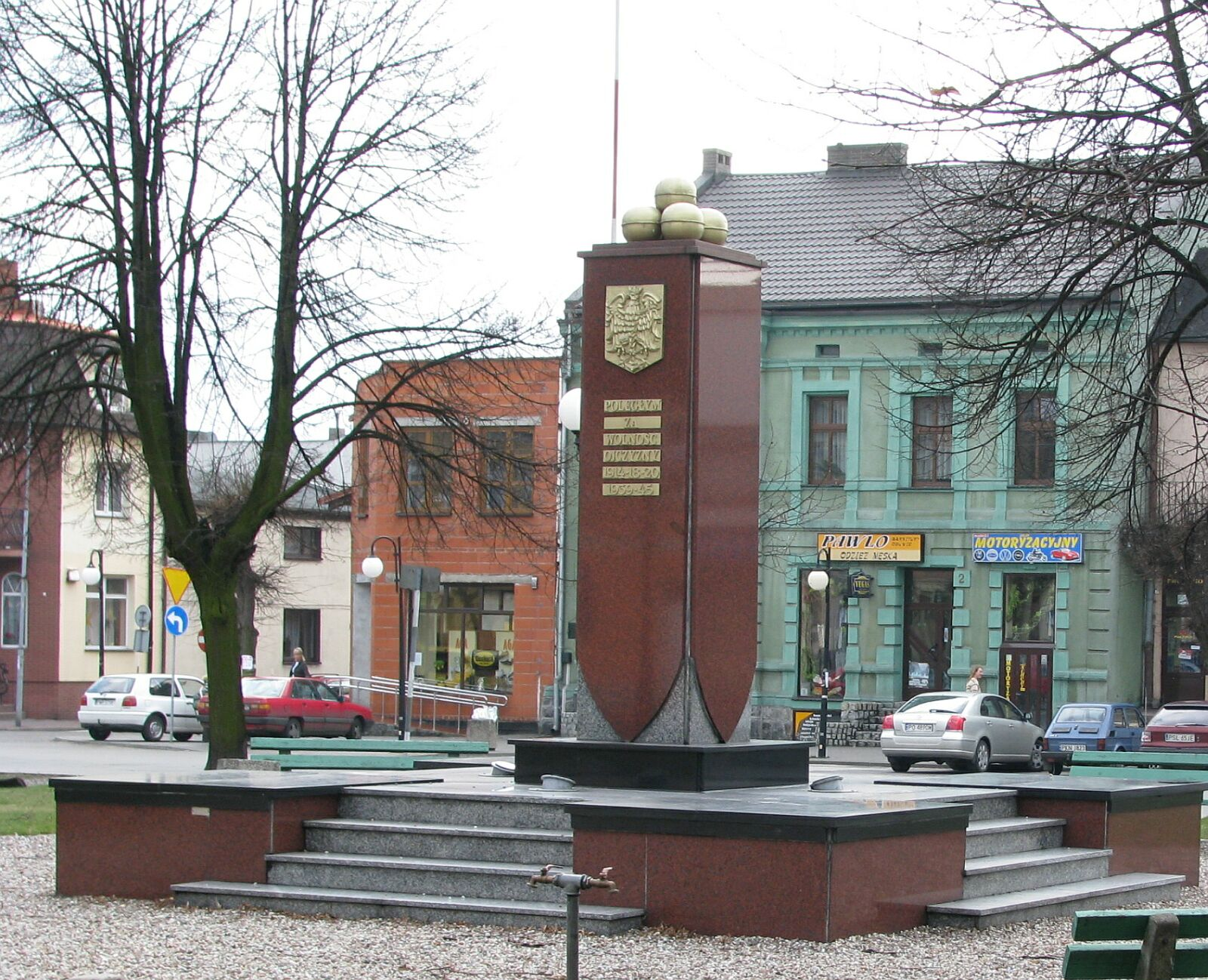
Pomnik w roku 2008